# Phrynops geoffroanus
Phrynops geoffroanus là một loài rùa trong họ Chelidae. Loài này được Schweigger mô tả khoa học đầu tiên năm 1812.

## Hình ảnh

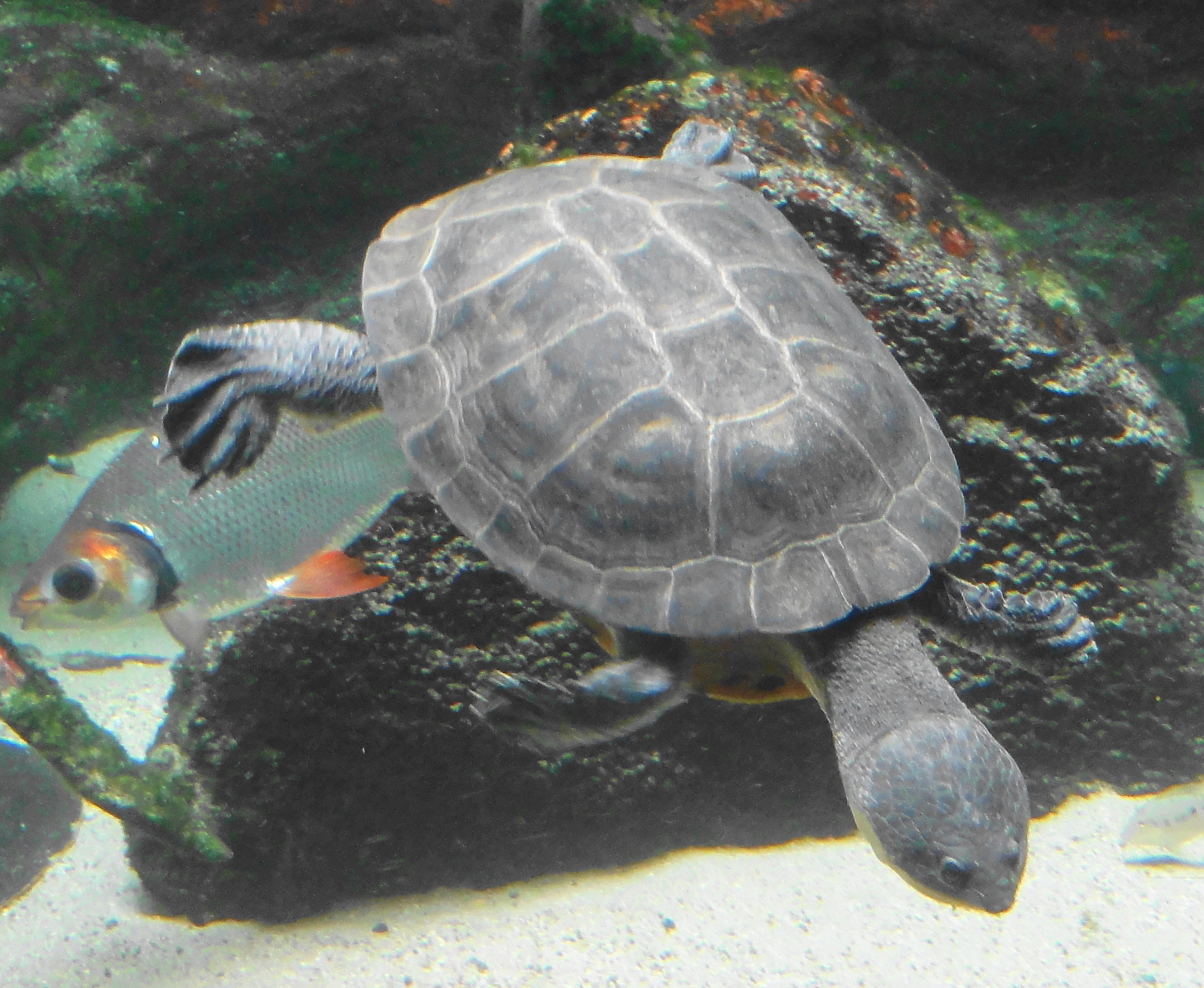
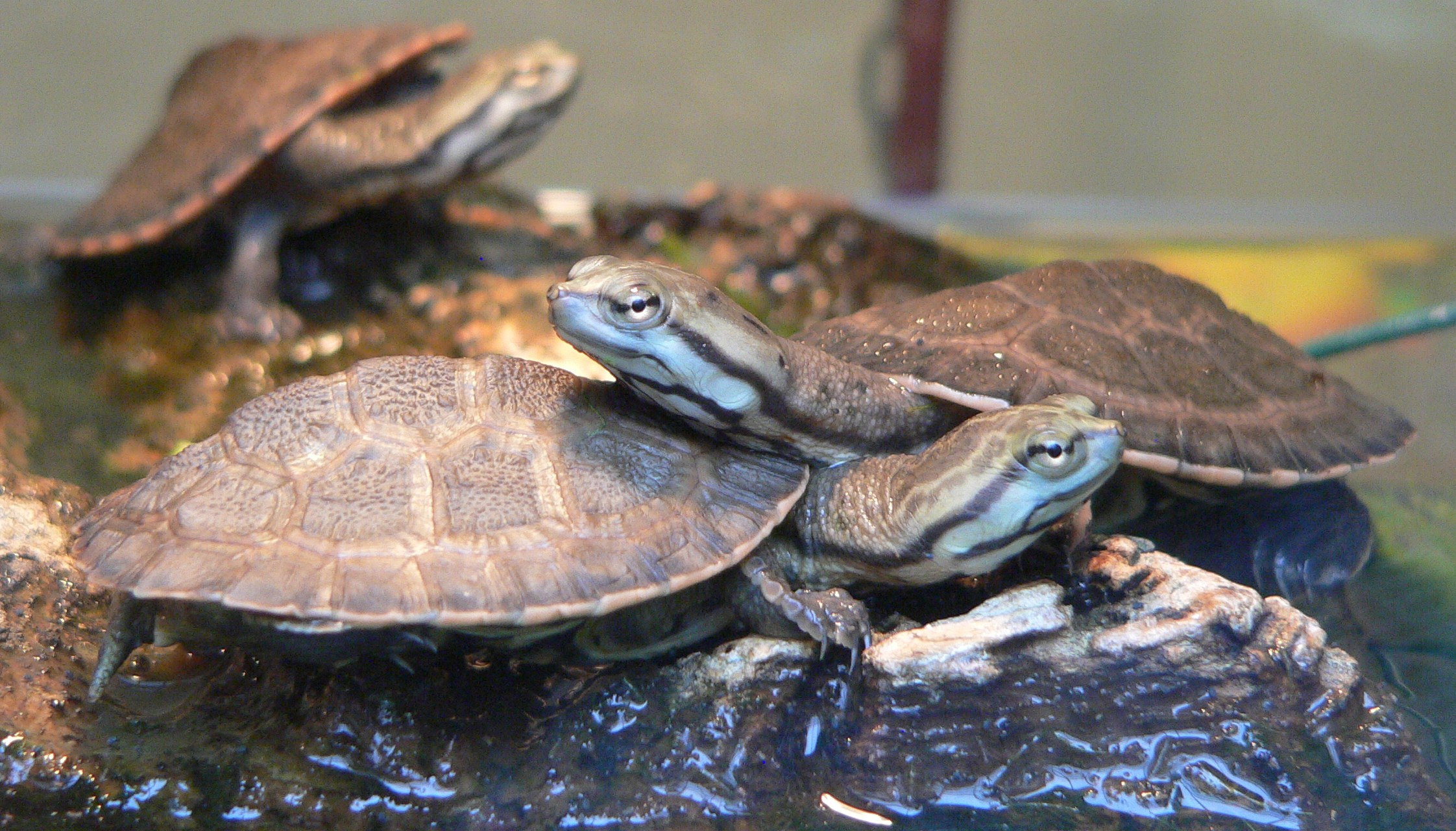
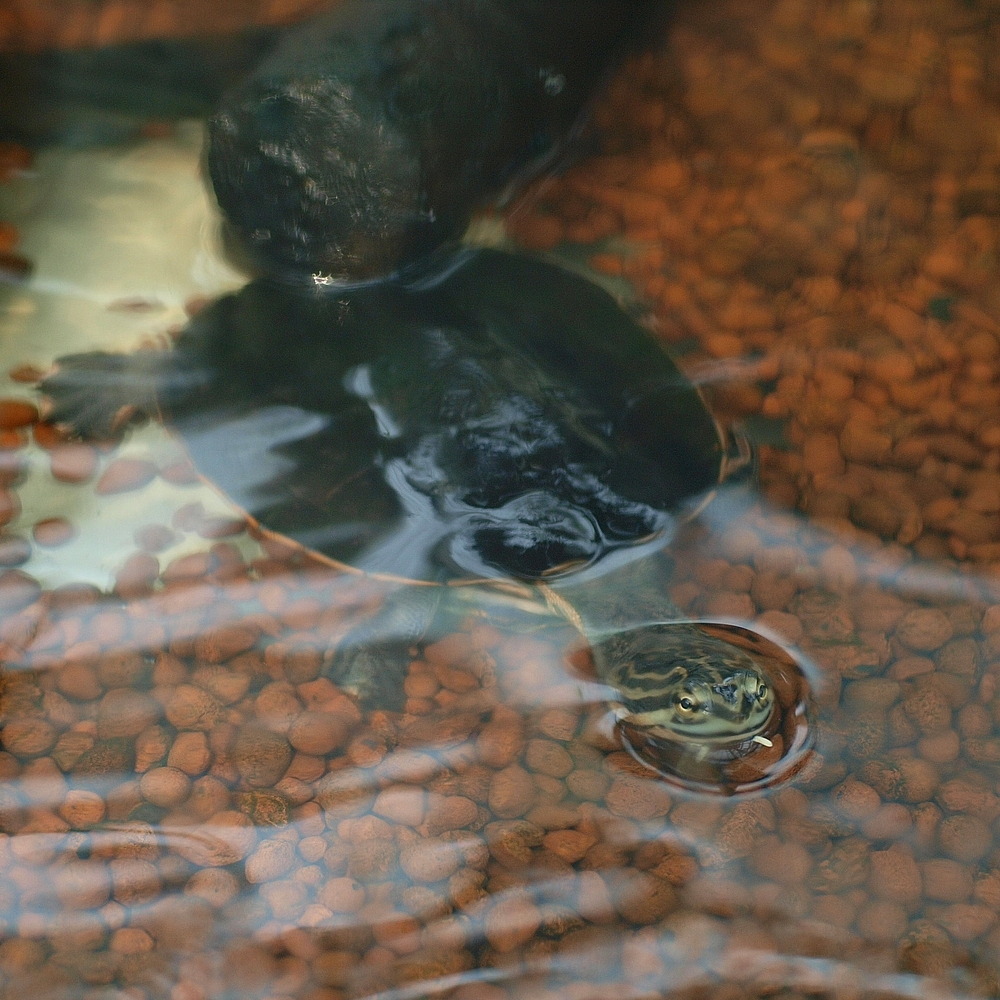